# گاهشمار واکسن‌های انسانی
این گاهشماری از توسعه واکسن‌های پیشگیری کننده انسانی است. واکسن‌های اولیه ممکن است با اولین سال توسعه یا آزمایش شان فهرست شوند، اما موارد بعدی معمولاً سالی را نشان می‌دهند که واکسن آزمایشهای خود را به پایان رساند و در بازار در دسترس قرار گرفت. اگرچه واکسن‌هایی برای بیماری‌هایی که در پایین ذکر شده وجود دارد، اما فقط آبله در سراسر جهان از بین رفته‌است. سایر بیماری‌های قابل پیشگیری با واکسن همچنان باعث مرگ میلیون‌ها نفر در سال می‌شوند. در حال حاضر، فلج اطفال و سرخک هدف کمپین‌های فعال ریشه کنی در سراسر جهان هستند.

## قرن ۱۸
- ۱۷۹۶ - ادوارد جنر اولین واکسن آبله را ساخت و مستندسازی کرد.[۲]

## قرن ۱۹
- ۱۸۸۰ - اولین واکسن وبا توسط لوئی پاستور[۳][۴]
- ۱۸۸۵ - اولین واکسن هاری توسط لوئی پاستور و امیل روکس[۵][۶]
- ۱۸۹۰ - اولین واکسن کزاز (آنتی سم سرم) توسط امیل فن برینگ[۷]
- ۱۸۹۶ - اولین واکسن برای تب حصبه توسط آلمروث ادوارد رایت، ریچارد فایفر و ویلهلم کول[۸]
- ۱۸۹۷ - اولین واکسن برای طاعون بوبونیک توسط والدمار هافکین

## قرن بیستم
- ۱۹۲۱ - اولین واکسن سل توسط آلبرت کالمت[۹]
- ۱۹۲۳ - اولین واکسن دیفتری توسط گاستون رامون، امیل فون برینگ و کیتاساتو شیباسابرو.
- ۱۹۲۴ - اولین واکسن غیرفعال برای کزاز (توکسوئید کزاز، TT) توسط گاستون رامون، سی زولر و پی. دسکامبی.
- ۱۹۲۶ - اولین واکسن برای سیاه سرفه (سیاه سرفه) توسط لیلا دانمارک
- ۱۹۳۲ - اولین واکسن تب زرد توسط مکس تایلر و ژان لیگره
- ۱۹۳۷ - اولین واکسن تیفوس توسط رودولف ویگل، لودویک فلک و هانس زینسر.
- ۱۹۳۷ - اولین واکسن آنفولانزا توسط آناتول اسمورودینتسف[۱۰]
- ۱۹۴۱ - اولین واکسن برای آنسفالیت منتقله از کنه
- ۱۹۵۲ - اولین واکسن فلج اطفال (واکسن سالک)
- ۱۹۵۴ - اولین واکسن برای آنسفالیت ژاپنی
- ۱۹۵۴ - اولین واکسن برای سیاه زخم
- ۱۹۵۷ - اولین واکسن برای آدنوویروس -۴ و ۷
- ۱۹۶۲ - اولین واکسن خوراکی فلج اطفال (واکسن سابین)
- ۱۹۶۳ - اولین واکسن سرخک
- ۱۹۶۷ - اولین واکسن برای اوریون
- ۱۹۷۰ - اولین واکسن سرخجه
- ۱۹۷۷ - اولین واکسن برای پنومونی (استرپتوکوک پنومونیه)
- ۱۹۷۸ - اولین واکسن برای مننژیت (نایسریا مننژیتیدیس)
- ۱۹۸۰ - آبله به دلیل تلاش‌های واکسیناسیون در سراسر جهان ریشه کن شده‌است
- ۱۹۸۱ - اولین واکسن برای هپاتیت B (اولین واکسنی که عامل سرطان را هدف قرار داد)
- ۱۹۸۴ - اولین واکسن برای آبله مرغان
- ۱۹۸۵ - اولین واکسن هموفیلوس آنفلوانزا نوع b (HiB)
- ۱۹۸۹ - اولین واکسن برای تب کیو[۱۱]
- ۱۹۹۱ - اولین واکسن برای هپاتیت A
- ۱۹۹۸ - اولین واکسن برای روتاویروس[۱۲]

## قرن ۲۱ ام
- ۲۰۰۰ - اولین واکسن مزدوج پنوموکوک در ایالات متحده تأیید شد (PCV7 یا Prevnar)[۱۳]
- ۲۰۰۳ - اولین واکسن آنفلوانزای بینی در ایالات متحده تأیید شد (FluMist)
- ۲۰۰۳ - اولین واکسن برای تب خونریزی دهنده آرژانتینی.[۱۴]
- ۲۰۰۶ - اولین واکسن برای ویروس پاپیلومای انسانی (که عامل سرطان دهانه رحم است)
- ۲۰۰۶ - اولین واکسن هرپس زوستر برای زونا
- ۲۰۱۲ - اولین واکسن هپاتیت E[۱۵]
- ۲۰۱۲ - اولین واکسن چهار ظرفیتی (۴ سویه) آنفولانزا
- ۲۰۱۳ - اولین واکسن برای انتروویروس ۷۱، یکی از علل بیماری دهان پا در دست[۱۶]
- ۲۰۱۵ - اولین واکسن مالاریا[۱۷]
- ۲۰۱۵ - اولین واکسن برای تب دنگی[۱۸]
- ۲۰۱۹ - اولین واکسن ابولا تأیید شد[۱۹]
- ۲۰۲۰ - اولین واکسن برای COVID-19.

## در حال توسعه
- واکسن سیتومگالوویروس
- واکسن ویروس اپشتین بار
- واکسن هپاتیت C
- واکسن هرپس سیمپلکس
- واکسن HIV
- واکسن ویروس سنسیشیال تنفسی
- واکسن ویروس زیکا